# Lipie (gmina)
Lipie est une gmina rurale du powiat de Kłobuck, Silésie, dans le sud de la Pologne. Son siège est le village de Lipie, qui se situe environ 15 km au nord-ouest de Kłobuck et 86 km au nord de la capitale régionale Katowice.
La gmina couvre une superficie de 99,07 km2 pour une population de 6 516 habitants.

## Géographie
La gmina inclut les villages d'Albertów, Brzózki, Chałków, Danków, Giętkowizna, Grabarze, Julianów, Kleśniska, Lindów, Lipie, Napoleon, Natolin, Parzymiechy, Rębielice Szlacheckie, Rozalin, Stanisławów, Szyszków, Troniny, Wapiennik, Zbrojewsko et Zimnowoda.
La gmina borde les gminy de Działoszyn, Krzepice, Opatów, Pątnów, Popów et Rudniki.